# Neunkirchen-lès-Bouzonville
Neunkirchen-lès-Bouzonville – miejscowość i gmina we Francji, w regionie Grand Est, w departamencie Mozela.
Według danych na rok 1990 gminę zamieszkiwało 249 osób, a gęstość zaludnienia wynosiła 66 osób/km² (wśród 2335 gmin Lotaryngii Neunkirchen-lès-Bouzonville plasuje się na 798. miejscu pod względem liczby ludności, natomiast pod względem powierzchni na miejscu 1114.).